# 1942 w literaturze
Wydarzenia literackie w 1942 roku.

## Wydarzenia
- polskie
  - w Warszawie ukazał się pierwszy numer pisma literackiego Sztuki i Narodu redagowanego przez Bronisława Kopczyńskiego
  - w Warszawie 11 sierpnia wydano konspiracyjnie w formie ulotki-plakatu, w nakładzie 5000 sztuk Protest Zofii Kossak-Szczuckiej
- zagraniczne
  - w Wielkiej Brytanii ukazał się pierwszy numer dziennika Stars and Stripes (dziennik)Stars and Stripes

## Nowe książki
- zagraniczne
  - Albert Camus – Obcy (L'Étranger)
  - Raymond Chandler – Wysokie okno (The High Window)
  - Agatha Christie
    - Noc w bibliotece (The Body in the Library)
    - Pięć małych świnek (Five little pigs)
    - Zatrute pióro (The Moving Finger)

  - Lloyd Cassel Douglas – Szata (The Robe)
  - Anna Seghers – Siódmy krzyż (Das siebte Kreuz)

## Nowe eseje
- zagraniczne
  - Albert Camus – Mit Syzyfa (Le Mythe de Sisyphe)

## Nowe poezje
- polskie
  - antologia
    - Pieśń niepodległa
    - Słowo prawdziwe
    - Duch wolny w pieśni

  - Jan Lechoń – Lutnia po Bekwarku
  - Kazimierz Wierzyński – Róża wiatrów
  - Krzysztof Kamil Baczyński – Wiersze wybrane
- zagraniczne
  - Louis Aragon – Oczy Elzy {Les Yeux d'Elsa)
  - František Halas – Strojenie instrumentów (Ladění)
  - Roy Fuller – The Middle of the War[1]

## Urodzili się
- 1 stycznia
  - Maria Jentys-Borelowska, polska publicystka, redaktorka, poetka i krytyk literacki
  - Jan Marszałek, polski pisarz, prozaik, poeta, publicysta
- 2 stycznia – Edmund Puzdrowski, polski poeta, prozaik, publicysta, tłumacz
- 3 stycznia – Vasco Graça Moura, portugalski pisarz, poeta i tłumacz, działacz kulturalny (zm. 2014)
- 16 stycznia – Sigrid Combüchen, szwedzka pisarka i dziennikarka
- 18 stycznia
  - Wojsław Brydak, polski tłumacz, prozaik, dramatopisarz i publicysta
  - Franz Rottensteiner, austriacki wydawca i krytyk fantastyki
- 19 stycznia – Paul-Eerik Rummo, estoński poeta i polityk
- 26 stycznia – Władysław Klępka, polski poeta, tłumacz z języka czeskiego i gruzińskiego
- 5 lutego
  - Susan Hill, angielska pisarka, dramatopisarka, krytyk literacki
  - Janine Pommy Vega, amerykańska poetka i aktywistka (zm. 2010)
- 7 lutego
  - Wiesława Maciejak, polska pisarka (zm. 2022)
  - Klaus Theweleit, niemiecki pisarz, literaturoznawca i socjolog
- 12 lutego – Terry Bisson, amerykański pisarz s-f i fantasy (zm. 2024)
- 25 lutego – Cynthia Voigt, amerykańska pisarka
- 2 marca
  - John Irving, amerykański prozaik
  - Maria Józefacka, polska poetka, prozaik, autorka utworów dla młodzieży
- 4 marca – Henryk Waniek, polski pisarz, malarz, krytyk artystyczny i literacki
- 5 marca – Mike Resnick, amerykański pisarz science-fiction (zm. 2020)
- 10 marca – Anna Frajlich, polska poetka żydowskiego pochodzenia, prozaik i wykładowca literatury polskiej
- 23 marca – Ama Ata Aidoo, ghańska powieściopisarka, dramaturg, poetka (zm. 2023)
- 25 marca – Ana Blandiana, rumuńska poetka, eseistka i osobowość polityczna
- 26 marca – Erica Jong, amerykańska poetka, powieściopisarka, eseistka, przedstawicielka nurtu feministycznego w literaturze
- 31 marca – Maria Duławska, polska poetka i prozaik
- 1 kwietnia – Samuel R. Delany, amerykański pisarz science fiction i krytyk literacki
- 2 kwietnia
  - Gabriela Adameșteanu, rumuńska pisarka
  - Ursula Isbel, niemiecka pisarka, autorka książek dla dzieci i młodzieży
  - Kiran Nagarkar, indyjski pisarz (zm. 2019)
- 12 kwietnia – Ivan Wernisch, czeski poeta i tłumacz
- 20 kwietnia – Arto Paasilinna, fiński pisarz i dziennikarz (zm. 2018)
- 21 kwietnia – Gerd-Peter Eigner, niemiecki pisarz (zm. 2017)
- 22 kwietnia
  - Sandra Birdsell, kanadyjska pisarka
  - André Major, kanadyjski pisarz i krytyk literacki
- 28 kwietnia – Hugo Hiriart, meksykański pisarz i dziennikarz
- 2 maja – Bogusław Kaczyński, polski publicysta (zm. 2016)
- 3 maja – Udo Steinke, pisarz niemiecki (zm. 1999)
- 6 maja – Ariel Dorfman, chilijski powieściopisarz, dramaturg i eseista
- 8 maja – Stanisław Balbus, polski teoretyk literatury (zm. 2023)
- 10 maja – Pascal Lainé, francuski pisarz
- 20 maja – Józef Kurylak, polski poeta i eseista
- 28 maja – Maria Braunstein, polska tłumaczka literatury francuskiej, redaktorka
- 30 maja
  - Antonín Bajaja, czeski pisarz (zm. 2022)
  - Alwida Antonina Bajor, polska publicystka, dziennikarka, pisarka, tłumaczka działająca na Litwie (zm. 2024)
- 13 czerwca
  - Jerzy Pluta, polski prozaik, krytyk literacki i edytor
  - Szabolcs Szilágyi, węgierski pisarz i tłumacz literatury mieszkający w Polsce
- 14 czerwca – Mila Haugová, słowacka poetka, pisarka i tłumaczka
- 25 czerwca
  - Ivan Binar, czeski prozaik i publicysta
  - Michel Tremblay, kanadyjski pisarz, dramaturg, scenarzysta i tłumacz
- 3 lipca – Gunilla Bergström, szwedzka pisarka, ilustratorka i dziennikarka (zm. 2021)
- 10 lipca – Hermann Burger, szwajcarski pisarz i literaturoznawca (zm. 1989)
- 11 lipca – Daphne Marlatt, kanadyjska pisarka i poetka
- 28 lipca – Kaari Utrio, fińska pisarka, historyczka i feministka
- 2 sierpnia – Isabel Allende, chilijska pisarka
- 5 sierpnia – Sergio Ramírez, nikaraguański pisarz, dziennikarz i polityk
- 9 sierpnia – Karol Sidon, czeski rabin, dramaturg i pisarz
- 12 sierpnia – Bianca Pitzorno, włoska pisarka
- 16 sierpnia – Antoni Kroh, polski pisarz, etnograf, tłumacz
- 25 sierpnia – Howard Jacobson, brytyjski pisarz, krytyk i felietonista
- 28 sierpnia – Ali Podrimja, albański poeta i prozaik (zm. 2012)
- 29 sierpnia – Gillian Rubinstein, angielska pisarka
- 1 września
  - António Lobo Antunes, portugalski pisarz
  - C.J. Cherryh, amerykańska pisarka fantasy i science-fiction
- 5 września – Zdzisław Pruss, polski poeta, dziennikarz, satyryk
- 7 września – Marian Łohutko, polski prozaik (zm. 2017)
- 14 września – Bernard MacLaverty, irlandzki pisarz i nowelista
- 28 września – Donna Leon, amerykańska pisarka
- 29 września – Steve Tesich, serbsko-amerykański nowelista i dramaturg (zm. 1996)
- 30 września – Alina Biernacka, polska poetka i malarka
- 1 października – Günter Wallraff, niemiecki reportażysta
- 9 października – Michael Palmer, amerykański pisarz thrillerów (zm. 2013)
- 14 października
  - Tadeusz Zbigniew Dworak, polski naukowiec i pisarz science fiction (zm. 2013)
  - Péter Nádas, węgierski pisarz, eseista, dramaturg
- 19 października – Andrew Vachss, amerykański autor kryminałów (zm. 2021)
- 23 października
  - Michael Crichton, amerykański pisarz, reżyser, scenarzysta, producent filmowy (zm. 2008)
  - Douglas Dunn, szkocki poeta
- 24 października
  - Frank Delaney, irlandzki powieściopisarz (zm. 2017)
  - Fernando Vallejo, kolumbijski pisarz i reżyser
- 28 października
  - Louis Jenkins(inne języki), amerykański poeta (zm. 2019)
  - Adam Kawa, polski poeta (zm. 2023)
- 29 października – Vita Andersen, duńska pisarka (zm. 2021)
- 31 października – Leszek Mazan, polski publicysta
- 3 listopada – Martin Cruz Smith, amerykański powieściopisarz
- 15 listopada – Andrzej Ostromęcki, polski poeta (zm. 2021)
- 24 listopada – Joan Mari Torrealdai, baskijski pisarz (zm. 2020)
- 29 listopada – Włodzimierz Paźniewski, polski poeta, prozaik, eseista
- 1 grudnia
  - John Crowley, amerykański pisarz
  - András Pályi, węgierski pisarz, tłumacz i dziennikarz
- 6 grudnia
  - Peter Handke, austriacki pisarz i tłumacz, laureat Nagrody Nobla
  - Herbjørg Wassmo, norweska pisarka
- 9 grudnia – Zenon Złakowski, polski poeta i prozaik
- 23 grudnia – Krystyna Kofta, polska pisarka i felietonistka
- 26 grudnia – Lech Borski, polski pisarz (zm. 2002)
- 30 grudnia – Matt Cohen, kanadyjski pisarz (zm. 1999)

Brak daty dziennej:
- Edward Kasperski, polski literaturoznawca (zm. 2016)
- Henryk Kawiorski, polski powieściopisarz, nowelista, redaktor
- Wanda Orlińska, polska ilustratorka książek dla dzieci i młodzieży (zm. 2017)

## Zmarli
- 4 stycznia – Joan Vincent Murray, kanadyjsko-amerykańska poetka (ur. 1917)
- 6 stycznia – Aleksandr Bielajew, rosyjski pisarz (ur. 1884)
- 22 stycznia – Xiao Hong, chińska pisarka (ur. 1911)
- 2 lutego – Daniił Charms, rosyjski poeta awangardowy (ur. 1905)
- 15 lutego – Marie Heiberg, estońska poetka (ur. 1890)
- 22 lutego – Stefan Zweig, austriacki poeta, prozaik, dramaturg i tłumacz (ur. 1881)
- 15 marca – Rachel Lyman Field, amerykańska pisarka i poetka (ur. 1894)
- 23 marca – Victor Margueritte, francuski powieściopisarz i dramaturg (ur. 1866)
- 28 marca – Miguel Hernández, hiszpański poeta i dramaturg (ur. 1910)
- 2 kwietnia – Édouard Estaunié, francuski pisarz i inżynier (ur. 1862)
- 15 kwietnia – Robert Musil, austriacki pisarz i krytyk teatralny (ur. 1880)
- 24 kwietnia – Lucy Maud Montgomery, kanadyjska pisarka (ur. 1874)
- 25 kwietnia – Zygmunt Kisielewski, polski pisarz (ur. 1882)
- 11 maja – Sakutarō Hagiwara, japoński poeta, eseista i teoretyk literatury (ur. 1886)
- 20 maja – Nini Roll Anker, norweska pisarka (ur. 1873)
- 29 maja – Akiko Yosano, japońska pisarka, poetka, pionierka feminizmu (ur. 1878)
- 30 czerwca – Léon Daudet, francuski dziennikarz, pisarz i przedstawiciel nacjonalizmu integralnego (ur. 1867)
- 26 lipca – Roberto Arlt, argentyński pisarz (ur. 1900)
- 5 sierpnia (prawdopodobnie) – Janusz Korczak, polski pisarz (ur. 1878)
- 17 sierpnia – Irène Némirovsky, francuskojęzyczna pisarka (ur. 1903)
- 22 sierpnia – Alice Duer Miller, amerykańska prozaiczka, poetka i dramatopisarka (ur. 1874)
- 27 sierpnia – Lew Nussimbaum, niemiecki pisarz, dziennikarz i orientalista żydowskiego pochodzenia (ur. 1905)
- 4 września – Zsigmond Móricz, węgierski pisarz (ur. 1879)
- 25 października – Szemarja Gorelik, żydowski pisarz, dziennikarz i publicysta piszący w jidysz i hebrajskim (ur. 1877)
- 3 listopada – Carl Sternheim, niemiecki pisarz (ur. 1878)
- 15 listopada – Annemarie Schwarzenbach, szwajcarska pisarka i dziennikarka (ur. 1908)
- 19 listopada – Bruno Schulz, polski prozaik, krytyk literacki, grafik i rysownik (ur. 1892)
- 26 listopada – Ignacy Fik, polski poeta, publicysta i krytyk literacki (ur. 1904)
- 12 grudnia – Awraham Stern, żydowski poeta (ur. 1907)
- 23 grudnia – Konstantin Balmont, rosyjski poeta symbolista (ur. 1867)

Brak daty dziennej:
- Izrael Elijahu Handelzalc, tłumacz na hebrajski, literat i wydawca (ur. 1879)
- Jakob van Hoddis, niemiecki poeta ekspresjonizmu pochodzenia żydowskiego (ur. 1887)
- Ber Pomeranc, żydowski poeta i tłumacz (ur. 1901)

## Nagrody
- Nagroda Nobla – nie przyznano